# Candida bromeliacearum
Candida bromeliacearum é uma espécie de levedura. A sua estirpe tipo é UNESP 00-103 T (=CBS 10002 T =NRRL Y-27811 T).